# إميليانو أغويري
إميليانو أغويري إنريكيز (بالإسبانية: Emiliano Aguirre Enríquez)‏ (ولد في 5 أكتوبر 1925 في فيرول إسبانيا) هو عالم أحياء قديمة إسباني.